# Darius Brubeck

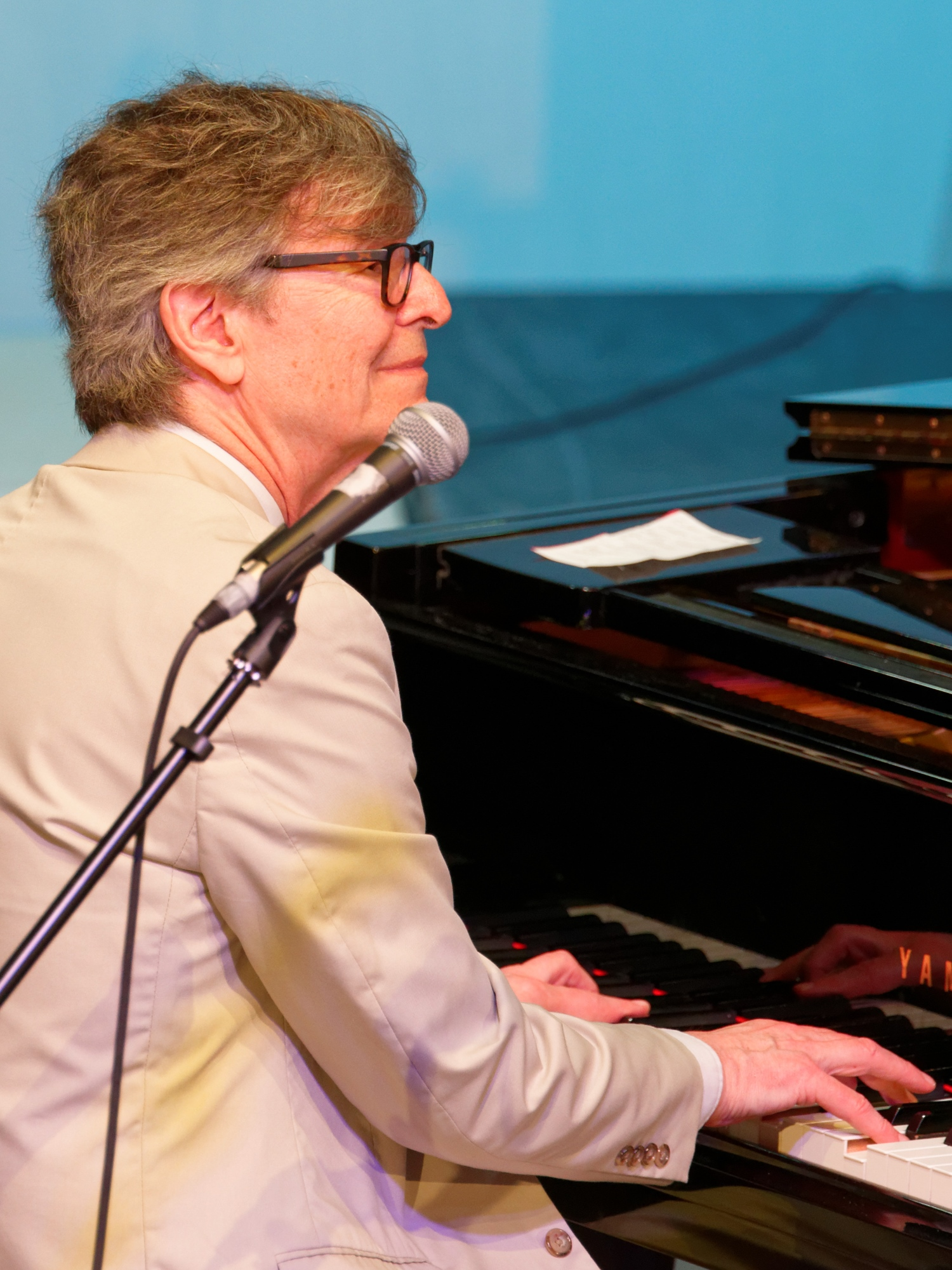
Darius Brubeck

David Darius Brubeck (* 14. Juni 1947 in San Francisco, Kalifornien) ist ein US-amerikanischer Jazzmusiker (Keyboard, Komposition, Arrangements) und Musikpädagoge.

## Leben und Wirken
Brubeck ist der älteste Sohn der Jazz-Legende Dave Brubeck und nach dessen Lehrer Darius Milhaud benannt. Als Kind und Jugendlicher erhielt er Klavierunterricht, 1962 Kompositionsunterricht bei Milhaud, um dann das Mills College zu absolvieren.  Seinen Abschluss macht er an der Wesleyan University. Anfang der 1970er Jahre spielte er mit Don McLean und Larry Coryell sowie in der Gruppe Two Generations of Brubeck mit seinem Vater und seinen Brüdern Chris und Dan (mehrere Alben und internationale Touren 1972 bis 1975). Danach gehörte er bis 1978 dem New Brubeck Quartet an und leitete die Fusion-Band Gathering Forces. Von 1983 bis 2006 lebte er in Durban, Südafrika. Dort war er als Professor und Leiter des Zentrums für Jazz und Populäre Musik an der Universität von Natal tätig. 1987 trat er mit dem Gitarristen Sandile Shange auf dem Montreux Jazz Festival auf; fünfzehn Jahre lang leitete er die Band Afro Cool Concept (mit dem Saxophonisten Barney Rachabane, dem Bassisten Victor Ntoni bzw. Bongani Sokhela und Drummer Lulu Gontsana), die international auf Gastspielreise war. Auf dem North Sea Jazz Festival präsentierte er die von ihm geleitete South African National Youth Jazz Band. 2009 ersetzte er seinen Vater bei einem Konzert, als dieser wegen Krankheit ausfiel. Mit seinem Darius Brubeck Quartet spielte er im selben Jahr in Großbritannien, wo er auch im Duo mit Georgia Mancio auftrat.
An der Yıldız Teknik Üniversitesi in Istanbul lehrte er 2007, an der Babeș-Bolyai-Universität Cluj (Rumänien) 2010.

## Diskographische Hinweise
- Dave Brubeck Brother, the Great Spirit Made Us All (1974, mit Perry Robinson, Jerry Bergonzi, Peter Ruth, Chris Brubeck, Dave Powell, Dan Brubeck)
- Larry Coryell and the Brubeck Brothers Better Than Live! (1978)
- Tugela Rail and Other Tracks (1990–2003, mit Barney Rachabane, Chris Merz, Zim Ngqawana, Mark Kilian, Brendan Jury, Concord Nkabinde, Victor Ntoni, Bongani Sokhela, Lulu Gonstsana, Kevin Gibson, Manjith Singh, Deepak Ram)
- Still on My Mind (mit Afro Cool Concept, 2003)
- Live in Poland (2020), mit Dave O’Higgins, Matt Ridley, Wesley Gibbens

## Lexigraphischer Eintrag
- Leonard Feather, Ira Gitler: The Biographical Encyclopedia of Jazz. Oxford University Press: Oxford, New York 1999, ISBN 0-19-532000-X.